# Kilobit per seconde
Kilobit per seconde (kb/s of kbit/s, vroeger ook wel afgekort als kbps) is een eenheid voor verbindingssnelheid (bitrate) en is gelijk aan 1000 bits per seconde (bit/s). De omzetting van bit/s naar byte/s hangt af van de gebruikte communicatiemethode. Bij synchrone transmissie zonder start- en stopbits komt 8 kbit/s overeen met 1 kB/s (kilobyte/sec), bij asynchrone transmissie (zoals bij modemverkeer) wordt per byte veelal een start- en een stopbit toegevoegd, en is 10 kbit/s dus 1 kB/s. Bandbreedte wordt veelal uitgedrukt in kbit/s.
Opvallend is dat in de context van datacommunicatie gesproken wordt over (kilo)bit per seconde, terwijl verder de byte-eenheid juist gebruikelijk is. Dit komt doordat de bytegroepering van de bits, dus de oorspronkelijke betekenis van de bits, niet relevant is voor de eigenlijke datacommunicatie en de gebruikte media. Dit is ook de reden dat in deze context een kilobit 1000 bits inhoudt en geen 1024 bits.

## Opmerkingen
- De afkorting "bps" is niet overeenkomstig met internationale standaarden, en wordt daarom ontraden.
- Het voorvoegsel kilo wordt afgekort met een kleine k, dus niet met een hoofdletter.
- Onder kB/s (met hoofdletter B) wordt kilobyte per seconde verstaan.

Sinds jaar en dag bestaat er verwarring over wat kB/s precies betekent.
De ene keer stelt men 1 kB/s gelijk aan duizend bytes per seconde, dan blijkt het weer 1024 bytes/s te zijn. Om voor eens en altijd een einde te maken aan de verwarring tussen decimale eenheden (waarbij 'k' staat voor 1000) en binaire getallen (waar gerekend wordt met machten van 2 of veelvouden van 1024), heeft het SI-standaardenbureau nieuwe eenheden aanvaard, waarbij 1024 bytes voorgesteld wordt door 1 kiB (in plaats van vroeger 1 kB) en 1000 bytes door 1 kB.

## Hogere eenheden
Bits:
- kilobit per seconde: 1 kbit/s = 1000 bit/s
- megabit per seconde: 1 Mbit/s = 1000 kbit/s = 1.000.000 bit/s
- gigabit per seconde: 1 Gbit/s = 1000 Mbit/s = 1.000.000.000 bit/s

Bytes:
- kilobyte per seconde: 1 kB/s = 1000 B/s (1 KiB/s = 1024 B/s)
- megabyte per seconde: 1 MB/s = 1000 kB/s = 1.000.000 B/s (1 MiB/s = 1.048.576 B/s )